# Роза Луксембург
Роза Луксембург (пољ. Róża Luksemburg; Замошћ, 5. март 1871 — Берлин, 15. јануар 1919) била је теоретичарка марксизма и демократског социјализма.
Била је теоретичар Социјалдемократске партије Немачке, а касније Независне социјалдемократске партије Немачке. Основала је новине Црвена застава, и била саоснивач спартакистичке лиге, марксистичке револуционарно-демократске групе од које је настала КПД, те је суделовала у неуспешној револуцији у Берлину, јануара, 1919. Устанак је започет упркос негодујућим наредбама Розе Луксембург, а угушили су га остаци монархистичке армије и десничарске паравојне формације, фрајкора.
Након што је СПД подржао немачко учешће у Првом светском рату 1915. године, Луксембург и Карл Либкнехт су основали антиратну Спартакову лигу (Spartakusbund) која је на крају постала КПД. Током Новембарске револуције, суоснивала је новине Die Rote Fahne (Црвена застава), централни орган спартацистичког покрета. Луксембург је сматрала да је устанак Спартакиста у јануару 1919. био грешка, али је подржаола покушај рушења Вајмарске републике којом је влада SPD и одбацио сваки покушај решења путем преговора. Кабинет SPD Фридриха Еберта угушио је побуну Spartakusbund слањем Freikorps, паравојне групе које спонзорише влада, које се углавном састоје од ратних ветерана активних током Првог светског рата у редовима царске немачке војске. Freikorps трупе су заробиле, мучиле и погубиле Луксембург и Либкнехт током побуне.
Због своје наглашене критике и лењинистичке и умереније социјалдемократске школе марксизма, Луксембург је увек имала помало подвојен пријем међу научницима и теоретичарима политичке левице. Без обзира на то, источнонемачка комунистичка влада је увелико идолизирала Луксембург и Либкнехта као комунистичке мученике. Немачка савезна канцеларија за заштиту устава (BBC) тврди да је идолизација Луксембурга и Либкнехта важна традиција немачке крајње левице 21. века. Упркос њеној пољској националности и јаким везама са пољском културом, противљење PPS-а због њеног става против независности Друге Пољске Републике 1918. и касније критике од стране стаљиниста учинили су је контроверзном историјском фигуром у данашњем политичком дискурсу Трећа Пољска Република. По њој је назван луксембургизам, посебна револуционарна теорија марксизма и демократског социјализма.

## Биографија

### Пољска
Роза Луксембург је рођена као Розалија Луксембург (пољ. Rozalia Luxenburg) 5. марта, 1870. или 1871. у Замошћу (Zamość) близу Лублина, у јеврејској породици. Извори варирају кад је реч о години њеног рођења - у својој биографији на Циришком универзитету је навела 1871. као годину рођења, али на њеној матурској дипломи стоји да је 1887. имала седамнаест година, у ком случају би била рођена 1870. Била је пето дете трговца дрвном грађом, Елиаса Луксембурга, и његове супруге Линее (девојачко - Левенштајн). Роза је имала поремећај у расту и била је физички хендикепирана целог живота.
Кад се са породицом преселила у Варшаву, Роза је тамо похађала женску гимназију од 1880. године. Чак и у тим раним годинама (од 1886) је била члан пољске левичарске партије, Пролетаријата. Пролетаријат је основан 1882, двадесет година пре руских радничких партија, и почео је са организовањем генералних штрајкова. Због тога је четворо вођа партије убијено, а патрија се распала. Неки од чланова су наставили да се тајно састају. Роза се придружила једној од ових група.
Године 1887, Роза је положила матуру, а од 1889. године студира на Циришком универзитету, заједно са другим социјалистима попут Анатолија Луначарског и Леа Јошигеса. Студирала је филозофију, историју, политику, економију и математику. Специјалистички предмети су јој били Staatswissenschaft (наука о управљању државом), средњи век и економске и берзанске кризе.
Године 1890, су укинути Бизмаркови закони против социјалдемократије, и Социјалдемократска партија Немачке је по закону могла да освоји мандате у Рајхстагу (парламенту). Али упркос својим прореволуционарним изјашњавањима, чланови парламента из социјалистичких редова су се више бавили стицањем додатних парламентарних права и материјалног богатства.
Роза Луксембург се пак држала својих револуционарно-демократских и марксистичких принципа. Године 1893, заједно са Леом Јошигесом и Јулијаном Марчлевским (алиас Јулиус Карски), основала је новине Справа Роботница (Sprawa Robotnicza), као супротност националистичким политикама Пољске социјалистичке партије. Роза је веровала да до независне Пољске може доћи само кроз револуције у Немачкој, Аустрији, и Русија. Истрајавала је на идеји да борбу треба водити против самог капитализма, а не за независну Пољску. Луксембургова је одбијала право на самоопредељење држава (нација) у социјализму, што је касније довело до тензија са Лењином.
Са Леом Јошигесом је била саоснивач Социјалдемократске партије Краљевине Пољске (СДКП), од које је касније настала Социјалдемократска партија Краљевине Пољске и Литваније (СДКПиЛ) спајањем са литванском социјалдемократском организацијом. Упркос томе што је већи део свог живота као одрасла особа живела у Немачкој, Роза Луксембург је остала главни теоретичар пољских социјалдемократа, и водила је партију са Јошигесом, њеним главним организатором.

### Немачка
Године 1898, Роза Луксембург је стекла немачко држављанство удајом за Густава Либека. Преселила се у Берлин. Постала је активна у левом крилу Социјалдемократске партије Немачке (СПД), где је повукла оштру границу између своје фракције и Ревизионистичке теорије Едуарда Бернштајна, нападајући га у брошури под насловом „Социјална реформа или револуција?“. Њене говорничке способности су је убрзо промовисале у главну говорницу странке. Супротставила се све конформистичкијем парламентарном страначком курсу СПД-а уочи све очигледнијег рата. Инсистирала је да се главне разлике између капитала и радништва могу превазићи једино ако би пролетаријат преузео власт, и након свеобухватних револуционарних промена у целом окружењу производних метода. Желела је да ревизионисти напусте СПД. Ово се није догодило, али барем је руководство странке оставило марксизам у програму.
Од 1900, Роза Луксембург је истицала своје ставове о текућим економским и социјалним проблемима у разним новинским чланцима широм Европе. Њени напади на немачки милитаризам и империјализам су постали јачи како је рат био ближи, и трудила се да убеди СПД да скрене у супротном правцу. Луксембургова је желела да организује генерални штрајк како би поспешила радничку солидарност и спречила рат, али је партијско руководство ово одбило, и 1910. године се разишла са Кауцким.
Између 1904. и 1906, њен рад је три пута прекидан боравком у затвору због политичких активности.
Ипак, Луксембургова је наставила са политичким активностима; 1907. је учествовала у петом партијском дану Руских социјалдемократа у Лондону. На Другом међународном (социјалистичком) конгресу у Штутгарту је предложила резолуцију (која је прихваћена), која је тражила уједињење свих европских радничких партија у покушају да се заустави рат.
У то време, Роза Луксембург је почела да предаје марксизам и економију у тренинг центру СПД-а у Берлину. Један од њених студената је био вођа СПД-а, и први председник Вајмарске Републике, Фридрих Еберт.
Године 1912. учествовала је на конгресу европских социјалиста у Паризу. Са француским социјалистом Жаном Жоресом је договорила да би у случају избијања рата све европске радничке партије требало да организују генерални штрајк. Како је рат био ближи, она је организовала демонстрације (на пример у Франкфурту), позивајући на приговор савести за војну службу, и одбијање извршавања наређења. Због овога је оптужена за „изазивање непослушности властима, закону и реду“ и осуђена на годину дана затвора. Није одмах упућена на одслужење казне па је могла да учествује на састанку социјалистичке канцеларије у јулу. Била је јако погођена чињеницом да је у радничким партијама национализам био јачи од класне свести.
Дана 28. јула 1914, Аустроугарска је објавила рат Србији, и тако је отпочео Први светски рат. 3. августа, Немачко царство је објавило рат Русији. Следећег дана је у Рајхстагу једногласно одлучено да се рат финансира емитовањем ратних обвезница. Сви представници СПД-а су гласали за овај закон, а партија је такође пристала на примирје (Burgfrieden) са владом, обећавши да ће се суздржавати од штрајкова током рата. За Луксембургову је ово била лична катастрофа, због које је за кратко чак разматрала самоубиство: Ревизионизам, против кога се борила од 1899, победио је, и рат је почео.
Са Карлом Либкнехтом и другима попут Кларе Цеткин и Францом Мехрингом, Роза Луксембург је 5. августа 1914. створила групу Интернационалу. Од ње је настала Спартакистичка лига, 1. јануара, 1916. Објавили су бројне илегалне памфлете са потписом Спартак по трачком гладијатору који је покушао да ослободи робове у Риму. Роза Луксембург је узела име Јуниус, по Луцију Јунију Бруту, за кога се сматра да је основао Римску републику.
Група је одбацила прекид ватре између СПД-а и немачке владе под Вилхелмом II, и жестоко се борила против њега, залажући се за генерални штрајк. Због тога је 28. јуна 1916, Роза Луксембург осуђена на две и по године у затвору. За време боравка у затвору, била је двапут премештана, први пут у Познањ а затим у Вроцлав. У овом периоду је написала више чланака под именом Јуниус, које су њени пријатељи прокријумчарили из затвора, и илегално одштампали. Међу њима је био и чланак Руска револуција. Овај чланак је критиковао бољшевике, и упозорио да постоји опасност да се диктатура развије из бољшевичке власти. У овом контексту је написала своју чувену реченицу: Freiheit ist immer die Freiheit des Andersdenkenden (Слобода је увек и искључиво за оне који мисле другачије.) Још једна публикација, јуна 1916. је била Die Krise der Sozialdemokratie (Криза социјалдемократије).
Године 1917, када су САД ушле у рат, Спартакистичка лига се придружила Независној социјалдемократској партији Немачке (УСПД), такође групи анти ратних бивших чланова СПД-а, која је основана 9. новембра 1918. УСПД је лансирана на власт, као водећа партија нове републике заједно са СПД-ом, након абдикације кајзера. Ово се догодило након устанка (Немачка револуција) који је почео у Килу, 4. новембра 1918, када је четрдесет хиљада морнара преузело луку у знак протеста због одлуке Немачке поморске команде да се ступи у борбе са Британском морнарицом, упркос чињеници да је било јасно да је рат изгубљен. До 8. новембра, раднички и војнички савети су заузели већи део западне Немачке, постављајући темеље за такозвани Räterepublik (Републички савет), моделиран по систему Совјета из руских револуција 1905. и 1917.
Луксембургова је пуштена из затвора у Вроцлаву 8. новембра, а и Либкнехт је такође био ослобођен, и реорганизовао је Спартакистичку лигу. Они су сада заједно издавали новине Црвена застава (Die rote Fahne). У једном од својих првих чланака, Луксембургова је захтевала амнестију за све политичке затворенике, и укидање смртне казне.
Међутим, уједињени фронт се распао крајем децембра 1918, када је УСПД напустила коалицију у знак протеста због онога шта су они сматрали компромисима СПД-а са (капиталистичким) статусом кво. 1. јануара 1919, Спартакистичка лига је заједно са другим социјалистичким и комунистичким групама (укључујући Интернационалу комуниста Немачке, ИКД) основала КПД, надасве по иницијативи Карла Либкнехта и Розе Луксембург. Луксембургова је подржавала учешће КПД-а у народној уставотворној скупштини, која је основала Вајмарску Републику; али је била надгласана. У јануару је други револуционарни талас прошао Немачком, а неки од вођа КПД-а, укључујући Розу Луксембург, били су неради да га подрже, предвидевши његов лош крај. Розу Луксембург и Карла Либкнехта су припадници фрајкора ухватили у Берлину, 15. јануара 1919, и убили их истог дана. Луксембургова је испребијана на смрт кундацима пушке, и бачена у оближњу реку, а Либкнехт је упуцан у потиљак, и затим остављен као непознато лице у оближњој мртвачници. Стотине чланова КПД-а су на сличан начин убијени, и савети су уништени.

## Дијалектика спонтаности и организације
Централна особина њене мисли је била дијалектика спонтаности и организације, где се спонтаност може сматрати сродном ванпарламентарном и "директно-демократском" приступу, а организација бирократскијем или страначко-институционалном приступу класној борби. По овој дијалектици, спонтаност и организација нису две раздвојиве или чак различите ствари, већ само различити моменти истог процеса, тако да један не може постојати без другог. Ова теоретска уочавања произлазе од основне и спонтане класне борбе; а кроз ова уочавања, класна борба се развија у виши ниво.

„Радничке класе у свакој земљи уче да се боре у току својих самих борби... Социјална демократија.. је само напредна стража пролетаријата, мали део укупних радничких маса; крв њихове крви, и месо њиховог меса. Социјална демократија тражи и изналази начине, и поједине пароле, радничке борбе само у току развоје ове борбе, и добија смернице за напредовање кроз саму ову борбу.“

Спонтаношћу увек посредује организација, управо као што организацијом мора да посредује спонтаност.
Она је развила дијалектику спонтаности и организације под утицајем таласа масовних штрајкова широм Европе, а поготово Руске револуције 1905. За разлику од социјалдемократске политике Друге интернационале, она није сматрала организацију производом научно-теоријског увида у историјске императиве, већ производом борби радничких класа.

„Социјална демократија је просто отеловљење класне борбе модерног пролетаријата, борбе која је руковођена свешћу сопствених историјских последица. Масе су у реалности сопствене вође, дијалектички стварајући сопствени процес развоја. Што више социјална демократија расте, постаје јача, више ће просветљене масе радника преузети своје судбине, вођство над својим покретом, и одлучност правца у сопствене руке. И свеукупни покрет социјалне демократије је само свесни напредак заштите покрета класе пролетаријата, што у речима Комунистичког манифеста представља сваки појединачни моменат борбе сталних интереса за ослобођење и парцијалних групних интереса радне снаге против интереса покрета као целине, тако да су унутар социјалне демократије њени лидери моћнији, утицајнији, и јасније и свесније чине себе само гласом воље и стремљења просветљених маса, обичним агентима објективних закона класног покрета.“

и:

„Модерна класа пролетаријата не води своју борбу према плану написаном у некој теоријској књизи; модерна радничка борба је део историје, део друштвеног напретка, и у сред историје, у сред прогреса, у сред борбе, ми учимо како се морамо борити... То је управо оно шта је вредно хвале у вези њега, то је управо разлог зашто је овај колосални део културе, унутар модерног радничког покрета епохалан: то да радничке масе радних људи прво кују сопствену свест, сопствена убеђења, а из свог разумевања - оружја свог ослобођења.“

## Критика Октобарске револуције
Оштро критикује политику бољшевизма, Лењина и Троцког. Роза Луксембург није прихватила концепт једнопартијског система као замену за политичку демократију, јер према њој радничка револуција подразумева постојање политичке демократије.
Роза Луксембург је инсистирала на социјалистичкој демократији:
"Слобода само за присталице владе, само за чланове једне странке - колико год да је бројна - то уопште није слобода. Слобода је увек и искључиво слобода за онога који мисли другачије. Не због било каквог фанатичног концепта "правде", већ зато што све што је поучно, здраво и прочишћавајуће у политичкој слободи зависи од ове суштинске карактеристике, а његова ефикасност нестаје када "слобода" постане посебна привилегија. (...) Али социјалистичка демократија није нешто што започиње само у обећаној земљи, након што су темељи социјалистичке економије створени; она (демократија) не долази као нека врста божићног поклона за достојанствене људе који су, у међувремену, лојално подржавали гомилу социјалистичких диктатора. Социјалистичка демократија почиње истовремено са почетком уништавања класне владавине и изградње социјализма."
Када је револуција избила и у Немачкој, у новембру 1918, Роза Луксембург је одмах почела да агитује за социјалну револуцију:

„Укидање владавине капитала, остваривање социјалистичког друштвеног реда — ово, и ништа мање, историјска је тема тренутне револуције. Ово је велики подухват, и неће бити испуњен за трен ока простим издавањем неколико декрета. Само кроз свесну акцију радничких маса у граду и селу, ово се може остварити, само кроз највишу интелектуалну зрелост људи и неисцрпни идеализам се овај циљ може спровести кроз све олује безбедно до луке.“

Социјална револуција захтева да је власт у рукама маса, у рукама радничких и војничких савета. Ово је програм револуције. Дуг је, међутим, пут од војника — од „чувара реакције“ (Gendarmen der Reaktion) — до револуционарног пролетера.

## Улога странке
Странка, напредна гарда радничке класе, треба само да да увид радничким масама да је социјализам неизбежан, и да покрене социјалистичку револуцију. Унутрашње контрадикције капитализма, антагонизам између капитала и рада, ће одржавати револуцију. Револуција ће, међутим, образовати масе, и начиниће револуционаре од њих, сматрала је Роза Луксембург:

„Историја има само једног правог учитеља, револуција је најбоља школа за пролетаријат. Они ће омогућити да мала хорда најклеветанијих и прогоњенијих постане, корак по корак, она чији ће их погледи на свет определити: борбена и победничка маса револуционарног, социјалистичког пролетаријата.“

Задатак странке је само да образује заостале масе ка независности, да им омогући, да преузму моћ над собом. Учење о субјективном елементу револуције је свест радничке класе о својој историјској мисији, коју партија може да оствари. До саме револуције може доћи само кроз радничку класу. Странка која говори у име радника, 'представља' их - на пример у парламентима - и делује уместо њих, ће се заплести, и сама постати инструмент контрареволуције.

## Последње речи: вера у револуцију
Последње познате речи Розе Луксембург, написане у вече кад је убијена, биле су о њеној вери у масе, и у неизбежност револуције:

„Вођство је заказало. Па ипак, вођство може и мора поново бити креирано из маса, и од маса. Масе су одлучујући елемент, оне су камен на којем ће бити изграђена коначна победа револуције. Масе су биле на висини; оне се развиле овај 'пораз' у један од историјских пораза који су понос и снага интернационалног социјализма. И то је разлог зашто ће будућа победа процветати из овог 'пораза'.
'Ред влада у Берлину!' Ви глупи лакеји! Ваш 'ред' је изграђен на песку. Сутра ће се већ револуција 'дићи уз буку' и објавити уз фанфаре, вашем терору:
Ја сам била, ја јесам, ја ћу бити!“

## Цитати
- Њен вероватно најпознатији цитат је: „Слобода је увек слобода за дисиденте“ (Freiheit ist immer Freiheit der Andersdenkenden, који се обично цитира као „Слобода је увек и искључиво слобода за онога који мисли другачије“).
- „Марксизам је револуционарни поглед на свет који увек мора да се бори за нова откровења. Марксизам ничег не сме да се гнуша као могућности да очврсне у својој тренутној форми. Он је у свом најбољем издању кад се преже у самокритицизам, и у историјској грмљавини и муњама, он задржава своју снагу.“

## Наслеђе
Убрзо након смрти Луксембургове, Григориј Зиновјев је алудирао на њену славу у Петроградском совјету 18. јануара 1919. године, подржавајући њену процену бољшевизма.
Лењин је постхумно хвалио Луксембург као „орла“ радничке класе и навео да ће њен рад послужити као пример другим социјалистичким револуционарима.
Руски револуционар Лав Троцки је такође јавно оплакивао Луксембургову и Либкнехтову смрт. У каснијим годинама, Троцки је често бранио Луксембург, тврдећи да ју је Јосиф Стаљин оцрнио. У чланку „Руке даље од Розе Луксембург!“, Троцки је критиковао Стаљина због тога упркос ономе што је Троцки сматрао теоретским грешкама Луксембурга, пишући: „Да, Стаљин има довољно разлога да мрзи Розу Луксембург. Али тиме постаје наша дужност да штитимо још више. Розино сећање на Стаљинову клевету коју су опазили ангажовани функционери обе хемисфере и да ову заиста лепу, херојску и трагичну слику пренесу младим генерацијама пролетаријата у свој својој величини и снази надахнућа“.
Због значаја Луксембургове у развоју теорија марксистичке хуманистичке мисли, улоге демократије и масовне акције у постизању међународног социјализма као пионирски заговорник права радника, родне равноправности и као мученица за своју ствар, постала је мања култна фигура, слављена референцама у популарној култури.
Савезна канцеларија за заштиту устава напомиње да идолизација Луксембурга и Либкнехта остаје важна традиција крајње левог екстремизма у Савезној Републици Немачкој. Током Хладног рата, владајућа партија Источне Немачке је идолизирала Луксембург и Либкнехта као мученике и наставља да их идолизује њена партија наследница: Левица.
Феминисткиње, троцкисткиње и други левичари у Немачкој посебно показују интересовање за њене идеје. Модерни марксистички мислиоци као што је Ернест Мандел, који је чак окарактерисан као Луксембургиста, видели су Луксембуршку мисао као коректив традиционалној револуционарној теорији. Десет хиљада људи је 2002. марширало у Берлину за Луксембург и Либкнехта, а још 90.000 људи је положило каранфиле на њихове гробове.
Дрезден има улицу и трамвајско стајалиште названо по Рози Луксембург. Имена су остала непромењена након поновног уједињења Немачке.
Влада Источне Немачке је именовала Роза-Луксембург-плац и станицу подземног метроа на њему, у историјском центру Берлина, Мите, по њој. Volksbühne (Народно позориште) се налази на Роза-Луксембург-плацу. Ово име је остало непромењено и након уједињења Немачке.
Некада се по Луксембургу звала улица у Шпротави (ulica Róży Luksemburg) док није промењена у улицу Розана (улица Росе) у септембру 2018. Многе друге улице и локације у Пољској су некада носиле или се још увек зову по Рожи Луксембург, као што су оне у Варшави, Гливицама, Беџину, Шпротави, Лублину, Полковицама, Лођу, итд.
Спомен плоча у Познању, у знак сећања на Луксембург, која се налази на згради у којој је живела током маја 1903. године, вандализована је фарбом 2013. године Званична петиција покренута је 2021. да се трг у Вроцлаву назове по њој, али је локална влада одбила тај предлог.

## Контроверза о идентификацији тела
Дана 29. маја 2009, Spiegel online, интернет огранак новинског магазина Шпигела, објавио је недавно разматрану могућност да су нечији други остаци грешком идентификовани као посмрти остаци Луксембургове и сахрањени као њени.
Форензички патолог Мајкл Цокос, шеф Института за правну медицину и форензичке науке у берлинском Шаритеу, открио је очувани леш без главе, стопала или руку у подруму Шаритеовог музеја историје медицине. Сматрао је да је налаз обдукције леша сумњив и одлучио је да изврши ЦТ скенирање остатака. Тело је показивало знаке да је у неком тренутку било под водом, а снимци су показали да је то тело жене од 40 до 50 година која је боловала од остеоартритиса и имала ноге различите дужине. У време њеног убиства, Луксембург је имала 47 година и патила је од урођене дислокације кука због чега су јој ноге биле различите дужине. Лабораторија у Килу је такође тестирала леш помоћу техника радиокарбонског датирања и потврдила да датира из истог периода као и убиство Луксембурга.
Чинило се да је помоћник патолога Паул Фраенкел тада сумњао да је леш који је прегледао био заправо леш Луксембургове и у потписаном додатку оградио се од закључака свог колеге. Овај додатак и недоследности између обдукционог извештаја и познатих чињеница убедили су Цокоса да пажљивије испита остатке. Према речима очевидаца, када је Луксембургово тело бачено у канал, тегови су јој били причвршћени за зглобове руку и ногу. Ово је могло полако да јој одсече екстремитете у месецима које је њен леш провео у води, што би објаснило проблем несталих руку и стопала.
Цокос је схватио да је ДНК тестирање најбољи начин да се потврди или негира идентитет тела као Луксембуршког. Његов тим се у почетку надао да ће пронаћи трагове ДНК на старим поштанским маркама које је Луксембург лизала, али се показало да Луксембург то никада није урадила, већ је радије влажила марке влажном крпом. Испитивачи су одлучили да потраже преживелог крвног сродника и у јулу 2009. немачки недељни лист Bild am Sonntag објавио је да је пронађена пранећакиња Луксембурга – 79-годишња жена по имену Ирене Борде. Донирала је праменове своје косе за поређење ДНК узорака.
У децембру 2009. берлинске власти су заплениле леш да би извршиле обдукцију пре него што су га сахраниле у гробу Луксембурга. Канцеларија јавног тужиоца у Берлину саопштила је крајем децембра 2009. да, иако постоје индиције да је леш Луксембургов, нема довољно доказа за пружање убедљивих доказа. Конкретно, ДНК извучен из косе Луксембургове нећаке није одговарао оној која припада лешу. Цокос је раније рекао да су шансе за поклапање само 40%. Посмртни остаци требало је да буду сахрањени на непознатој локацији, док је тестирање требало да се настави на узорцима ткива.

## Радови
- (Сабрана дела), 5 томова, Берлин 1970–1975.
- (Сабрана писма), 6 томова, Берлин 1982–1997.
- (Политички списи), уредио и написао увод Осип К. Флехтхајм, 3 тома, Франкфурт на Мајни 1966 ff.
  - The Accumulation of Capital, translated by Agnes Schwarzschild in 1951. Routledge Classics 2003 edition. Originally published as Die Akkumulation des Kapitals in 1913.
  - The Accumulation of Capital: an Anticritique, written in 1915.
  - Gesammelte Werke (Collected Works), 5 volumes, Berlin, 1970–1975.
  - Gesammelte Briefe (Collected Letters), 6 volumes, Berlin, 1982–1997.
  - Politische Schriften (Political Writings), edited and with preface by Ossip K. Flechtheim, 3 volumes, Frankfurt am Main, 1966 ff.
  - The Complete Works of Rosa Luxemburg, 14 volumes, London and New York, 2011.
  - The Rosa Luxemburg Reader, edited by Peter Hudis and Kevin B. Anderson.

### Говори
| Говор                                                                  | Година | Транскрипт |
| ---------------------------------------------------------------------- | ------ | ---------- |
| Speeches to Stuttgart Congress                                         | 1898   | Енглески   |
| Speech to the Hanover Congress                                         | 1899   | Енглески   |
| Speech to the Nuremberg Congress of the German Social Democratic Party | 1908   | Енглески   |

### Српски
- Интернет архива Розе Луксембург на {Marxists.org}
- Роза Луксембург, „Криза социјалдемократије“
- Роза Луксембург, „Писма из затвора“

### Енглески
- Интернет архива Розе Луксембург на Marxists.org, бесплатна библиотека њених најзначајнијих дела.
- Биографија (Студија о Рози Луксембург) Тонија Клифа, 1959, такође на Marxists.org.
- Вебсајт задужбине Роза Луксембург

### Немачки
- Интернет архива Розе Луксембург
- Изабрана дела.
- (Црвена застава).
- Кратка биографија.
- (О Руској револуцији), 1922.